# Jomo Sono
Ephraim Matsilele Sono (születési nevén: Madoda Walletjies Mkulwana) (Queenstown, 1955. július 17. –) dél-afrikai labdarúgóedző. A  Jomo Cosmos alapítója, tulajdonosa és vezetőedzője 1983 óta.

## Pályafutása

### Klubcsapatban
Az 1970-es évek első felében az Orlando Pirates játékosa volt Dél-Afrikában. 1977-ben az Egyesült Államokba költözött és a New York Cosmosban játszott, ahol csapattársa volt többek között Pelé. 1978-ban a Caribous of Colorado, 1979-ben az Atlanta Chiefs együttesében szerepelt. 1980 és 1982 kötött Kanadában a Toronto Blizzard tagja volt.  

### Edzőként
1983-ban hazatért Dél-Afrikába és megalapította a Jomo Cosmos nevű csapatot, melynek vezetőedzője és elnöke is egyben. Három alkalommal volt a Dél-afrikai válogatott szövetségi kapitánya. Az 1998-as afrikai nemzetek kupáján és a 2002-es világbajnokságon irányította a válogatottat. 